# Seznam valižanskih pevcev
Seznam valižanskih pevcev.

## B
- Shirley Bassey
- James Dean Bradfield

## C
- John Cale
- Charlotte Church

## D
- Duffy (Amie Ann Duffy)

## E
- Dave Edmunds
- Aimee-Ffion Edwards

## H
- Keith Haynes

## I
- Rhys Ifans

## J
- Siân James
- Jem (Jemma Griffiths)
- Tom Jones

## L
- Jon Lilygreen

## O
- Idloes Owen

## R
- Iwan Rheon

## S
- Harry Secombe
- Shakin' Stevens
- Steve Strange

## T
- Bonnie Tyler (Gaynor Hopkins)